# Edosa perseverans
Edosa perseverans är en fjärilsart som beskrevs av Edward Meyrick 1926. Edosa perseverans ingår i släktet Edosa och familjen äkta malar.
Artens utbredningsområde är Sarawak. Inga underarter finns listade i Catalogue of Life.